# Dekalog emigracji
Dekalog emigracji, opracowany przez księdza Zdzisława Peszkowskiego wybór wskazań papieża Jan Paweł II dotyczących stosunku do spraw narodowych i własnego pochodzenia.
Pierwotny tekst ukazał się w „Naszej Rodzinie”, piśmie emigracyjnym, ukazującym się w Osny Pod Paryżem. Propagowany jest przez wiele organizacji związanych z emigracją i życiem na obczyźnie, między innymi w broszurach Instytutu Duszpasterstwa Emigracyjnego w Poznaniu.